# Nicópolis no Istro
Nicopolis ad Istrum (grego: Νικόπολις ἡ πρὸς Ἴστρον) ou Nicopolis ad Iatrum foi uma cidade romana.
Suas ruínas estão localizadas na vila de Nikyup, a 20 km de Veliko Tarnovo, no norte da Bulgária.